# Hirtodrosophila dolichophallata
Hirtodrosophila dolichophallata är en tvåvingeart som beskrevs av Kumar och Gupta 1992. Hirtodrosophila dolichophallata ingår i släktet Hirtodrosophila och familjen daggflugor. Inga underarter finns listade i Catalogue of Life.